# Barán (Vítebsk)
Barán (bielorruso y ruso: Бара́нь) es una ciudad subdistrital de Bielorrusia perteneciente a la provincia de Vítebsk. Dentro de la provincia, está subordinada a la ciudad subprovincial de Orsha. Barán no es una pedanía de dicha ciudad, sino que Orsha ejerce como el raión o distrito donde Barán se integra.
Se conoce su existencia en documentos polacos y lituanos de los siglos XV y XVI. Se integró en el Imperio ruso en la Primera partición de Polonia. En 1924 se integró en el raión de Orsha y en 1935 obtuvo el estatus de asentamiento de tipo urbano. Cuando en 1960 Orsha obtuvo el estatus de ciudad subprovincial y dejó de pertenecer a su raión, Barán se integró en el territorio de la ciudad. El 17 de mayo de 1972, Barán obtuvo el estatus de ciudad subdistrital.
En 2010 tiene una población de 11 600 habitantes.
Se ubica en la periferia suroccidental de Orsha, en la salida de la ciudad por la carretera P76 que lleva a Maguilov.